# Helene Lauterböck
Helene Lauterböck (née le 16 janvier 1895 à Vienne, mort le 13 mars 1990 à Langenfeld) est une actrice autrichienne.

## Biographie
Après le gymnasium et une école de théâtre, Hélène Lauterböck fait ses débuts en 1913 à Olomouc dans une représentation de la pièce Minna von Barnhelm. D'autres étapes de sa carrière scénique sont Baden, elle joue à Vienne à la Volksbühne de Vienne, de 1917 à 1921 au Burgtheater et de 1924 à 1934 au Volkstheater et après à la Scala. Elle se produit au Central-Theater de Dresde. En 1938, après l’annexion de l’Autriche, elle se voit interdire de se produire sur scène.
À partir de 1945, elle peut à nouveau jouer au Volkstheater de Vienne et est nommée membre honoraire en tant que membre de longue date de l'ensemble. En 1983, elle fait ses adieux sur scène dans Oncle Vania. Elle reçoit le prix Karl-Skraup pour la saison 1972-1973.
À partir de 1934, Lauterböck est également actrice de cinéma, principalement dans des films viennois. Dans les années 1950, elle incarne à plusieurs reprises une dame d'honneur aristocratique de haut rang dans de somptueux films historiques, notamment dans le rôle de la comtesse Sophie Esterházy-Liechtenstein dans la deuxième et la troisième partie de la trilogie Sissi.

## Filmographie
- 1928 : Die Frau von gestern und morgen
- 1934 : Csibi, der Fratz (de)
- 1934 : Der junge Baron Neuhaus
- 1934 : Nocturno
- 1935 : Petite Maman
- 1935 : Es flüstert die Liebe
- 1936 : Hannerl und ihre Liebhaber
- 1937 : Der Mann, von dem man spricht
- 1937 : Millionäre
- 1937 : Florentine
- 1939 : Hotel Sacher (de)
- 1940 : Das jüngste Gericht
- 1940 : Der liebe Augustin
- 1948 : Alles Lüge (de)
- 1949 : Das Kuckucksei (de)
- 1951 : Le Vieux Pécheur
- 1952 : Der Obersteiger
- 1953 : Ich und meine Frau
- 1954 : Les Jeunes Années d'une reine
- 1956 : Sissi impératrice
- 1957 : Sissi face à son destin
- 1958 : Eva küßt nur Direktoren
- 1959 : Katia
- 1962 : Frau Suitner (TV)
- 1962 : Das Protektionskind (TV)
- 1965 : Protektionskind (TV)
- 1983 : Onkel Wanja (TV)